# 마키나락스
마키나락스(MakinaRocks)는 대한민국의 산업특화형 AI 기업이다. 본사는 서울특별시 서초구 강남대로 343, 12층 (서초동, 신덕빌딩)에 위치해 있으며 대표이사는 윤성호이다.

## 참고 문헌
1. ↑  이창원, 산업특화형 AI 1세대 ‘마키나락스’…제조 등 AI 적용 가속화, 시사저널, 2024.09.24
2. ↑  전성민, 생산라인에 최첨단 딥러닝 기술을 접목하다: 마키나락스, 한국경제, 2024.06.24